# Seznam prejemnikov Prešernove nagrade
Seznam prejemnikov Prešernove nagrade. (opomba: do leta 1960 so se podeljevale tudi za znanstvene dosežke)

### 1947
- Anton Melik za delo Ljubljansko mostiščarsko jezero in dediščina po njem
- Gojmir Anton Kos za olje Dekle s harmoniko
- Boris Kalin za kip Petnajstletna
- Božidar Jakac za dela Po sledovih 4. in 5. ofenzive
- Blaž Arnič za skladbo Gozdovi pojejo
- Lucijan Marija Škerjanc za Koncert za violino in orkester
- Igo Gruden za pesniški zbirki V pregnanstvo in Pesnikovo srce
- Matej Bor za dramo Raztrganci
- Vitomil Zupan za dramo Rojstvo v nevihti
- Ivan Potrč za dramo Kreflova kmetija
- Tone Seliškar za pripoved Tovariši

### 1948
- Jakov Cipci, dirigent
- Marjan Kozina za opero Ekvinokcij
- Lucijan Marija Škerjanc za 4. simfonijo
- Karel Grabeljšek za zbirko Za svobodo in kruh
- Anton Slodnjak za roman Pogine naj - pes
- Mira Danilova igralka
- Samo Hubad za dirigiranje v operi Soročinski sejem
- Vekoslav Janko za življenjsko delo (operna umetnost)
- Bratko Kreft za prepesnitev in režijo Tugomera
- Mileva Zakrajšek igralka
- Božidar Jakac za Portret Otona Župančiča
- Boris Kalin za Portret Maršala Tita
- Gabrijel Stupica za olje Deklica z lampijonom

### 1949
- Maks Samec za znanstvena raziskovanja in za znanstvene rezultate, ki so pomembni za izpolnitev petletnega plana
- Anton Melik za knjigo Jugoslavija, zemljepisni pregled
- Feliks Lobe za uspešno izvršitev važnih originalnih konstrukcij ter za ustanovitev in dograditev strojnega instituta
- Milovan Goljevšček za izvrševanje modelnih poskusov za hidrocentralne, kar je velikega pomena za izvajanje petletnega plana ter za izgradnjo vodogradbenega laboratorija
- Srečko Brodar za pomembne rezultate odkopavanj paleolitičnih najdišč, zlasti v Betalovem spodmolu pri Postojni
- Igor Tavčar za učbenik o notranjih boleznih, ki je zidan na avtorjevih lastnih izkušnjah in opažanjih ter vsebuje sodobne pridobitve interne medicine
- Ciril Kosmač za scenarij Na svoji zemlji
- Anton Ingolič za roman Pot po nasipu
- France Bevk za mladinsko povest Tonček
- Vladimir Levstik za dobre prevode, zlasti za prevod Gogoljevega Tarasa Bulbe ter de Costerja Ulenspiegel in Lam Dobrin
- France Mihelič za deli: Kolona v snegu, Vaška ječa (likovni deli)
- France Pavlovec za deli: Sava, Soča (likovni deli)
- Božidar Jakac za Ilustrativni ciklus XIV. Divizija na Štajerskem
- Božo (Božidar) Pengov za kip Odločitev
- Frančišek Smerdu za kip Franceta Prešerna
- Jože Plečnik za projekt monumentalne palače Ljudske skupščine LRS ter za vrsto spomenikov NOB na Slovenskem, v Splitu in Kraljevu
- Branko Gavella za režijo drame Gow-d´Usseaju Globoko so korenine, Turgenjeva Mesec dni na vasi in za režijo Janačkove opere Jenufa
- Slavko Jan za režijo Cankarjevih Hlapcev
- Hinko Leskovšek za režijo opere Soročinski sejem Musorgskega in Donizettijeve opere Don Pasquale
- Ivan Cesar za vlogo Berdena v Kranjčevi drami Pot do zločina
- Stane Sever za vlogo Jermana v Cankarjevih Hlapcih
- Milan Skrbinšek za vlogo župnika v Cankarjevih Hlapcih
- Branka Verdonik za vlogo Grudnovke v Cankarjevi drami Za narodov blagor
- Valerija Heybal za vlogo Tosce v istoimenski Puccinijevi operi in za vlogo Leonore v Beethovnovi operi Fidelio
- Elza Karlovac za vlogo Jele v Kozinovi operi Ekvinokcij in za vlogo cerkovnice Bugyjevke v Janačkovi operi Jenufa
- Rudolf Francl za vlogo Maria Cavaradossija v Puccinijevi operi Tosca
- Ladko Korošec za vlogo Don Pasquala v istoimenski operi Donizettija
- Samo Smerkolj za vlogo Jevgenija Onjegina v istoimenski operi Čajkovskega
- Pia Mlakar in Pino Mlakar za Dvorakov balet Cekin ali gosli in Soročinski sejem
- Anton Neffat za dirigiranje oper – Čajkovski: Jevgenij Onjegin, Puccini: La Boheme – ter za uspešno umetniško vodstvo mariborske Opere
- Ernest Franz za inscenacije: B. Kreft: Krajnski komedijanti, Sheridan: Šola za obrekovanje in Beethoven: Fidelio
- Viktor Molka za inscenacije: Cankar: Hlapci, Donizetti: Don Pasquale, Kranjec: Pot do zločina, Musorgski: Soročinski sejem
- Marijan Lipovšek za Simfonijo I. stavek
- Uroš Krek za Koncert za violino in orkester
- Jakov Cipci za dirigiranje orkestra Slovenske filharmonije
- Rado Simoniti za dirigiranje in organizacijo zbora Slovenske filharmonije
- Anton Trost za izvedbo klavirskih koncertov

### 1950
- Maks Samec za uspešno delo za proizvodnjo metalurgičnega koksa iz domačega premoga
- Fran Ramovš za znanstveno in znanstveno organizacijsko delo pri Slovenskem pravopisu
- Jakob Šolar, Rudolf Kolarič, Anton Bajec, Mirko Rupel, Matej Šmalc za znanstveno delo pri Slovenskem pravopisu
- Božidar Lavrič za delo pri organizaciji popolne Medicinske fakultete v Ljubljani
- Pavel Lunaček za organizacijo ginekološke klinike v Ljubljani
- Janko Sketelj za organizacijo in delo Instituta za zdravstveno hidrotehniko, zlasti v kemičnem in hidrobiološkem laboratoriju tega instituta
- Svetko Lapajne za priročnik o izvajanju statičnih računov pri železobetonskih gradnjah (Krossova metoda)
- Branko Žnideršič za priročnika o praktični in enostavni metodi za trasiranje komunikacij
- France Kidrič za celoživljenjsko literarnozgodovinsko delo
- Prežihov Voranc za zbirko Solzice
- Anton Sovre za prevod Homerjeve Iliade
- Boris Ziherl za razpravo o Francetu Prešernu
- Mira Puc (Mira Mihelič) za dramo Ogenj in pepel
- Lucijan Marija Škerjanc za Kantato za soliste, zbor in orkester Sonetni venec
- Gabrijel Stupica za olje Pred sprevodom
- Ivan Zajec za celoživljenjsko kiparsko delo
- Boris Kalin za spomenik narodnoosvobodilni borbi na Vrhniki
- Gojmir Anton Kos za olje Avtoportret
- Tine Kos za kipe: Žanjica, Delavski par in Dekle z vrčem
- Božo Pengov za spomenik talcem v Šentvidu
- Zlata Gjungjenac za kreacijo Traviate v istoimenski Verdijevi operi in za kreacijo Jenufe v istoimenski Janačkovi operi
- Mihaela Šarič za vlogo Regan v Shakespearovem Kralju Learu
- Marija Vera za vlogo Kate v Millerjevi drami Vsi moji sinovi
- Pavle Kovič za vlogo Komarja v Cankarjevih Hlapcih ter za vlogo Kozme v  Calderona de la Barce Dama škrat
- Jože Tiran za umetniško recitacijo Cankarjeve Bele krizanteme
- Stane (Stanislav) Polik za vlogo Marka v Hristićevi Ohridski legendi

### 1951
- Fran Saleški Finžgar za življenjsko delo
- Mile Klopčič za prevod Puškinovih pesmi
- France Koblar za dosedanje delo na področju gledališke kulture, literarne zgodovine in kritike
- Anton Melik za razpravo Planine v Julijskih Alpah
- Pavel Lunaček za knjigo Porodniške operacije
- Ciril Rekar za organizacijsko in znanstveno delo v metalurškem institutu
- Roman Poniž za strokovno in organizacijsko delo pri Elektrotehniškem vestniku
- Julij Betetto za dotedanje umetniško in pedagoško delo (glasba)
- Mirko Polič za umetniško in organizacijsko življenjsko delo na področju glasbe
- Demetrij Žebre za umetniško vodstvo mariborske Opere in mariborske filharmonije v letu 1950
- Friderik Lupša za vlogo Don Kihota v istoimenski operi
- Marija Vera za pedagoško delo na Akademiji za igralsko umetnost in za vlogo Bernarde Albe
- Pia Mlakar in Pino Mlakar za izvirne koreografije v letu 1950
- France Pavlovec za delo, pokazano na retrospektivni razstavi leta 1950

### 1952
- Juš Kozak za dosedanje literarno delo
- Fran Tratnik za umetniško delovanje, pokazano na retrospektivni razstavi v letu 1951
- Zbor in Orkester Slovenske filharmonije za koncertno delovanje v letu 1951
- Vladimir Pavšič - Matej Bor za pesniško zbirko Bršljan nad jezom
- Vladimir Rijavec za inscenacijo Romea in Julije v mariborski drami
- Jože Plečnik za dosedanje delo na področju arhitekture
- Anton Kuhelj za znanstvene razprave Novovrstne statične predstave konstrukcij kril in trupov letal, Prispevek k teoriji prozornosti lupin, Relaksacijske metode pri numeričnem obračunavanju
- Dušan Lasič za organizacijo znanstvenega dela na Institutu za vakumsko tehniko
- Svetozar Ilešič za razpravo Sistemi poljske razdelitve na Slovenskem
- Ivan Vidav za delo Višja matematika I. in II. del
- Zlatko Deniša za organizacijo ljudskega knjižničarstva v Celju
- Srečko Tič za režisersko delo s kolektivom industrijske šole na Jesenicah

### 1953
- Rajko Nahtigal za dosedanje znanstveno delo (jezikoslovje)
- Maksim Gaspari za dosedanje umetniško delo (slikarstvo)
- Osip Šest za dosedanje umetniško delo (gledališče)
- Nada Vidmar za vlogo Violete v Traviati in druge uspele kreacije v letu 1952
- Samo Hubad in Hinko Leskovšek za dirigiranje in režijo Romea in Julije
- Lojze Potokar za vlogo Krefla v Kreflih in za druge uspele kreacije v letu 1952
- Fran Žižek za režijo Sodnika Zalamejskega in za druge uspele režije
- Uroš Krek za kompozicijo Simfonietta
- Metod Badjura za izdelavo kulturnega filma Pomlad v Beli krajini

### 1954
- Josip Plemelj za znanstveno delo na področju matematike
- France Bevk za življenjsko delo
- Anton Lajovic za življenjsko delo
- Jakob Kelemina za življenjsko delo (literarne vede)

### 1955
- Milko Kos za delo Urbarji Slovenskega Primorja (zgodovina)
- Anton Peterlin za znanstveno delo s področja velemolekul
- Franc Novak varianta Wertheimove operacije raka na materničnem vratu
- Ivan Potrč za roman Na kmetih
- Mira Danilova za vloge Vase Železnove M. Gorkega, matere v Stekleni menažeriji T. Williamsa in v Filomeni Marturano E. de Filippa
- France Mihelič za grafični opus

### 1956
- Jovan Hadži za razpravi Morfološki značaj pnevmatofora pri sifonoforah in Nadaljnja raziskovanja o ishiropsalidih (opiliones)
- Aleš Strojnik za dograditev elektronskega mikroskopa na Tehniški fakulteti v Ljubljani
- Anton Sovre za prevod Pisma mračnjakov in Platonove trilogije Poslednji dnevi Sokrata
- Ferdo Kozak za knjigo Popotoval sem v domovino
- Vilma Bukovec za vlogo Manon v istoimenski Massenetovi operi

### 1957
- Cene Vipotnik za pesniško zbirko Drevo na samem
- Gabrijel Stupica za deli Deklica z igračkami in Avtoportret z otrokom
- Bratko Kreft za režijo Shakespearovega Henrika IV.
- Igor Ozim za koncertno delo v preteklem letu
- Slovenski oktet za koncertno delovanje v preteklem letu
- France Bezlaj za knjigo Slovenska vodna imena (jezikoslovje)

### 1958
- Lojz Kraigher za pomembno pisateljsko udejstvovanje - ob 80-letnici
- Beno Zupančič za roman Sedmina
- Marij Pregelj za kompozicijo v mozaiku na stavbi delavskega doma v Trbovljah
- Lojze Potokar za naslovno vlogo Platona v Poslednjih dnevih Sokrata
- Samo Hubad za dirigiranje Črnih mask Marija Kogoja v Operi SNG
- Samo Smerkolj za glavno vlogo Lorenza v Črnih maskah Marija Kogoja
- Hinko Leskovšek za dramaturško prireditev Črnih mask Marija Kogoja v
- Edvard Kardelj za delo Razvoj slovenskega narodnega vprašanja
- Boris Ziherl za delo Književnost in družba

### 1959
- Miško Kranjec za knjigo Mesec je doma na Bladovici
- Danilo Lokar za zbirko novel Sodni dan na vasi
- Slavko Pengov za fresko Zgodovina Slovencev v poslopju Ljudske skupščine LRS
- Zdenko Kalin za plastiko na poslopju Ljudske skupščine LRS
- Karel Putrih za plastiko na poslopju Ljudske skupščine LRS
- Ladko Korošec za pevski vlogi Sancha Panse in Don Pasquala
- Anton Hudarin za dirigentsko in glasbeno vzgojno delo pri Delavski godbi
- Mileva Zakrajšek za vlogo babice Eugenie v Cassonovi drami Drevesa
- Stane Sever za vlogo Alekseja Gornika v Cankarjevi komediji
- Branko Simčič in sodelavci za stavbo Gospodarskega razstavišča v Ljubljani

### 1960
- Fran Albreht za življenjsko literarno delo
- Riko Debenjak za grafične stvaritve v letu 1959
- Stojan Batič za kiparski ciklus Rudarji
- Egon Kunej za dirigentsko in glasbenovzgojno delo
- Srečko Brodar za delo Črni Kal - nova paleolitska postaja v Slovenskem Primorju

### 1961
- Mile Klopčič za pesniško in prevajalsko delo
- Vladimir Skrbinšek za umetniške stvaritve v dramski igri
- Dragotin Cvetko za Zgodovino glasbene umetnosti na Slovenskem
- Edvard Ravnikar za arhitekturne stvaritve

### 1962
- Julij Betetto za življenjsko delo v slovenski glasbi
- Niko Kralj za uspehe v industrijskem oblikovanju in arhitekturi
- France Štiglic za režijo filmov Dolina miru, Deveti krog in Balada o trobenti in oblaku
- Jože Udovič za pesniško zbirko Ogledalo sanj

### 1963
- Matija Bravničar za Koncert za violino in orkester
- Juš Kozak za življenjsko delo v slovenski literaturi

### 1964
- Štefanija Drolc za gledališke stvaritve v letu 1963
- Edvard Kocbek za pesniško zbirko Groza
- Miško Kranjec za roman Mladost v močvirju
- Marij Pregelj za slikarske stvaritve, razstavljene v marcu 1963 v Moderni galeriji v Ljubljani
- Slovenski oktet za umetniško storitev v letu 1963

### 1965
- France Mihelič za umetniško dovršeno idejno zasnovo figuraličnega in scenskega inventarija, namenjenega lutkovni uprizoritvi Maeterlinckove Sinje ptice
- Vladimir Skrbinšek za igralski umetniški opus v letu 1964
- Marko Turk za oblikovanje elektroakustičnih instrumentov

### 1966
- Josip Vidmar ob izidu knjige Misli
- France Stelé za prispevek k razvoju slovenske likovne umetnosti
- Ivan Vurnik za prispevek k razvoju slovenske arhitekture
- Duša Počkaj za gledališki opus v letu 1965

### 1967
- Božo Vodušek za pesniško zbirko Izbrane pesmi
- Maksim Sedej za slikarska dela, razstavljena leta 1966 v Moderni galeriji v Ljubljani

### 1968
- Janko Glazer za pesniško, esejistično, literarnozgodovinsko delo
- Janko Ravnik za skladateljsko, pianistično in pedagoško delo
- Bojan Stupica za gledališko režijsko delo

### 1969
- Lojze Dolinar za razstavo v Mestni galeriji v Ljubljani leta 1968
- France Koblar za življenjsko delo na področju literarne umetnosti
- Elvira Kralj za življenjsko delo v gledališki umetnosti
- Edo Mihevc za arhitektonsko - urbanistično rešitev kompleksa Lucija
- Karol Pahor za življenjsko delo na področju glasbene ustvarjalnosti

### 1970
- Mihaela Šarič za življenjsko delo na področju igralske umetnosti
- Veno Pilon za življenjsko delo na področju slikarstva
- Partizanski invalidski pevski zbor ob 25-letnici za koncertno izvajanje partizanskih pesmi
- Stanko Kristl za šolo dr. Franceta Prešerna v Kranju

### 1971
- Vida Juvan za življenjsko delo na področju dramske umetnosti
- Stane Kregar za življenjsko delo in slikarski opus v zadnjih letih
- Janko Lavrin za življenjsko delo in za posredovanje slovenskega slovstva v tujini
- Savin Sever za desetletni opus pomembnih stvaritev na področju arhitekture
- Lucijan Marija Škerjanc za življenjsko delo na področju glasbene kompozicije

### 1972
- Tone Kralj za življenjsko delo na področju likovne umetnosti
- Bogo Leskovic za uspehe na področju dirigentske dejavnosti
- Pia Mlakar in Pino Mlakar za življenjsko delo na področju plesne umetnosti
- Marjan Mušič za življenjsko delo na  področju arhitekture
- Sava Sever za življenjsko delo na področju gledališke umetnosti

### 1973
- Lojze Kovačič za pripovedno delo Sporočila v spanju - Resničnost
- Danilo Švara za življenjsko skladateljevo delo

### 1974
- Marijan Lipovšek za delo na področju glasbene umetnosti
- Bert Sotlar za filmsko igro
- Lojze Spacal za grafični in slikarski opus

### 1975
- Zoran Didek za življenjsko delo in razstavo v letu 1974
- Bratko Kreft za življenjsko delo na področju literarne in gledališke umetnosti
- Frane Milčinski za življenjsko delo na področju RTV, filma in literature
- Pavel Šivic za umetniške in pedagoške dosežke na področju glasbe
- Dubravka Tomšič Srebotnjak za vrhunske umetniške dosežke na področju glasbene ustvarjalnosti

### 1976
- Rado Simoniti za življenjsko delo na področju glasbe
- Miško Kranjec za življenjsko delo na literarnem področju
- Karel Grabeljšek za izbrano pisateljsko delo
- Milan Mihelič za dosežke na področju arhitekture
- Avgust Černigoj za življenjsko delo na likovnem področju

### 1977
- Boris Kobe za arhitekturo, slikarstvo, oblikovanje spomenikov, knjižno ilustracijo in pedagoško delo
- Branko Kocmut in Ivan Kocmut za arhitektonske in urbanistične rešitve mariborske regije
- Lojze Krakar za pesniško zbirko Nekje tam čisto na robu
- Miha Maleš za grafični, slikarski in ilustracijski opus
- Igor Pretnar za režijo filma Idealist in za celotni filmski opus
- Tatjana Remškar za življenjsko delo, na področju baletne in umetniške ustvarjalnosti
- Jože Babič, Polde Bibič, Darijan Božič, Beno Hvala, Primož Kozak, Peter Skalar, Matjaž Vipotnik za izvedbo Hlapca Jerneja na osrednji proslavi ob 100-letnici rojstva Ivana Cankarja

### 1978
- Anton Ingolič za sodobna zgodovinska književna pričevanja in za književnost za otroke in mladino
- Ladko Korošec za operni pevski opus
- Kajetan Kovič za pesniško zbirko Labrador
- Nikolaj Omersa za ustvarjalno slikarsko delo
- Edo Ravnikar za urbanistično arhitektonsko stvaritev Trga revolucije (zdaj Trg republike)
- Nande Vidmar in Drago Vidmar za umetniško, socialno, likovno partizansko oblikovanje

### 1979
- Bojan Adamič za ustvarjalni opus v filmski in zabavni glasbi
- Vanda Gerlovič za številne operne vloge
- Vladimir Makuc za grafični opus
- Janez Menart za pesniške zbirke in prevode (nagrado zavrnil)
- Rado Nakrst za življenjsko delo v gledališču
- Ive Šubic za likovne stvaritve
- Fran Žižek za uspele televizijske režije

### 1980
- Božidar Jakac za bogato razstavno dejavnost zadnjih let in živo likovno navzočnost v slovenskem in jugoslovanskem kulturnem prostoru
- Slavko Jan za življenjsko delo v Drami slovenskega narodnega gledališča
- Ciril Kosmač za pisateljski opus (posmrtno)

### 1981
- Jože Babič za življenjsko delo na področju gledališke, filmske in televizijske režije
- Janez Bernik za likovne stvaritve v zadnjih letih
- Mile Korun za režije v slovenskih gledališčih
- Filip Kumbatovič Kalan za življenjsko delo na področju leposlovja, esejistike in teatrologije
- Majda Potokar za igralske stvaritve v Drami SNG v Ljubljani
- Gabrijel Stupica za življenjsko delo na področju likovnega ustvarjanja
- Dane Zajc za pesniško in dramsko delo

### 1982
- Zdenko Kalin za življenjsko delo na področju likovnega ustvarjanja
- Vilma Bukovec za življenjsko delo na področju opernega pevskega poustvarjanja
- Ciril Zlobec za pesniško zbirko Glas

### 1983
- Mira Mihelič za življenjsko delo
- Primož Ramovš za življenjsko delo
- Slavko Tihec za kvalitetne inovacije v kiparstvu in posebej za ustvarjalno nove rešitve spomenikov NOB

### 1984
- Oton Jugovec za dosežke v arhitekturi
- Tone Pavček za pesniško zbirko Dediščina
- Vitomil Zupan za literarno delo

### 1985
- Polde Bibič mojster slovenskega igralstva in slovenske umetniške besede
- Ivan Minatti za liriko, zbrano v knjigi Prisluškujem tišini v sebi
- Vilko Ukmar za življenjsko delo (skladatelj)

### 1986
- Marjan Pogačnik za življenjsko delo
- Dominik Smole za dramski opus
- Gregor Strniša za zaokrožen pesniški opus

### 1987
- Miloš Bonča za življenjsko delo
- Boris Cavazza za vlogo Doktorja v Velikem briljantnem valčku, Dantona v drami Dantonov primer in Stavrogina v dramatizaciji Besov
- Pavle Zidar za pripovedne stvaritve

### 1988
- Janez Boljka za življenjsko delo
- Marjana Lipovšek za vrhunske umetniške dosežke
- Andrej Hieng za prozni in dramski opus

### 1989
- Alenka Bartl za življenjsko delo
- Mojmir Lasan za vloge v klasičnih in sodobnih baletih
- Rudi Šeligo za dramska in prozna dela

### 1990
- Dušan Jovanović za dramski in režijski opus v zadnjih letih
- Drago Tršar za življenjsko delo

### 1991
- Jakob Jež za življenjsko delo
- Zoran Mušič za življenjsko delo
- Marjan Rožanc za življenjsko delo (posthumno)

### 1992
- Uroš Krek za življenjsko delo
- Boris Pahor za življenjsko delo

### 1993
- Drago Jančar za pripovedna, dramska in esejistična dela
- Milena Zupančič za vloge, odigrane v slovenskih gledališčih in filmih

### 1994
- Andrej Jemec za dotedanji slikarski opus
- Lojze Lebič za dosedanje skladateljsko delo

### 1995
- Matjaž Klopčič za filmski opus
- Alojz Rebula za literarni opus

### 1996
- Veno Taufer za literarni opus
- Vojko Vidmar za življenjsko delo na plesnem področju

### 1997
- Emerik Bernard za vrhunske dosežke v likovni umetnosti
- Niko Grafenauer za literarni opus

### 1998
- Meta Hočevar za gledališki opus
- Saša Vuga za literarni opus, še posebej za roman Opomin k čuječnosti

### 1999
- Alojz Srebotnjak za življenjsko delo
- Tomaž Šalamun za pesniški opus

### 2000
- Svetlana Makarovič za pesniški opus (nagrado v celoti zavrnila, vključno z denarnim delom)
- Marko Rupnik za mozaično poslikavo kapele Redemptoris Mater v Vatikanu

### 2001
- Gustav Gnamuš za slikarski opus

### 2002
- Vinko Globokar za življenjsko delo (na glasbenem področju)
- Milan Jesih za pesniški opus

### 2003
- Vojteh Ravnikar za arhitekturni opus
- Zlatko Šugman za igralski opus

### 2004
- Florjan Lipuš za literarni opus

### 2005
- Bogdan Borčič za življenjsko delo (na likovnem področju)
- Irena Grafenauer za vrhunsko glasbeno poustvarjalnost

### 2006
- Milan Dekleva, za življenjsko pesniško in pisateljsko delo
- Karpo Godina, za življenjsko delo pri filmskem ustvarjanju

### 2007
- Janez Matičič, skladatelj, za življenjsko delo
- Radko Polič - Rac, dramski in filmski igralec

### 2008
- Janez Gradišnik, za življenjsko delo na področju književnosti, književnega prevajanja, pisateljevanja in jezikoslovstva
- Miljenko Licul, za obsežen ustvarjalni opus na področju oblikovanja

### 2009
- Štefka Drolc, za življenjsko delo v gledališču in na filmu
- Zmago Jeraj, za življenjsko delo v slikarstvu

### 2010
- Mateja Rebolj, plesalka
- Kostja Gatnik, ilustrator

### 2011
- Miroslav Košuta, pesnik, dramatik in prevajalec
- Anton Nanut, dirigent

### 2012
- Jože Snoj, pesnik, pisatelj
- Matjaž Vipotnik, oblikovalec

### 2013
- Marlenka Stupica, slikarka, ilustratorka
- Zorko Simčič, pisatelj

### 2014
- Pavle Merku, skladatelj itd.
- Vladimir Kavčič, pisatelj

### 2015
- Miki Muster, animator, ilustrator, stripar, kipar, filmski režiser
- Andrej Brvar, lektor, urednik in pesnik

### 2016
- Tone Partljič, dramatik, pisatelj
- Ivo Petrić, skladatelj

### 2017
- Metka Krašovec, slikarka
- Aleš Berger, prevajalec, pisatelj

### 2018
- Boris A. Novak, pesnik, dramatik, prevajalec, literarni teoretik
- Janez Mejač, plesalec, koreograf in režiser

### 2019
- Bjanka Adžić Ursulov, kostumografka in scenografka
- Filip Robar Dorin, scenarist in režiser

### 2020
- Stojan Kerbler, fotograf, za življenjsko delo
- Milko Šparemblek, koreograf in plesalec, za življenjsko delo

### 2021
- Feri Lainšček, pesnik in pisatelj, za življenjsko delo
- Marko Mušič, arhitekt, za življenjsko delo

### 2022
- Kajetan Gantar, klasični filolog, prevajalec, za življenjsko delo
- Mirko Cuderman, zborovodja, za življenjsko delo

### 2023
- Herman Gvardjančič, akademski slikar, za življenjsko delo
- Ema Kugler, filmska režiserka, videastka, performerka in kostumografinja za življenjsko delo

### 2024
- Henrik Neubauer, baletni plesalec, koreograf, publicist itd. za življenjsko delo
- Erika Vouk, pesnica, za življenjsko delo

### 2025
- Dragica Čadež, kiparka
- Dragan Živadinov, gledališki režiser in performer